# 海軍

スウェーデン海軍の紋章。船の錨は海軍の象徴として世界中で用いられる。

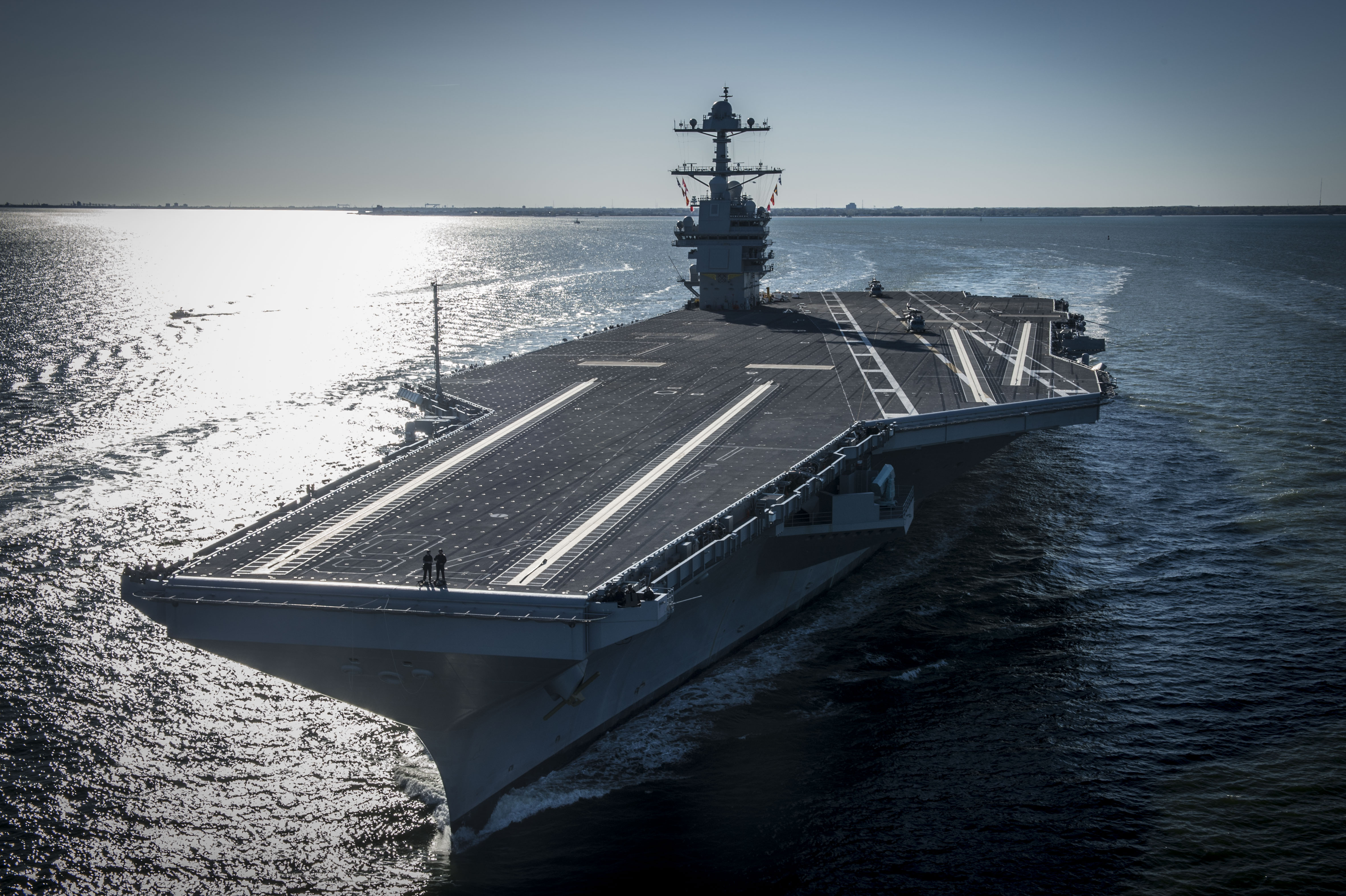
アメリカ海軍のジェラルド・R・フォード

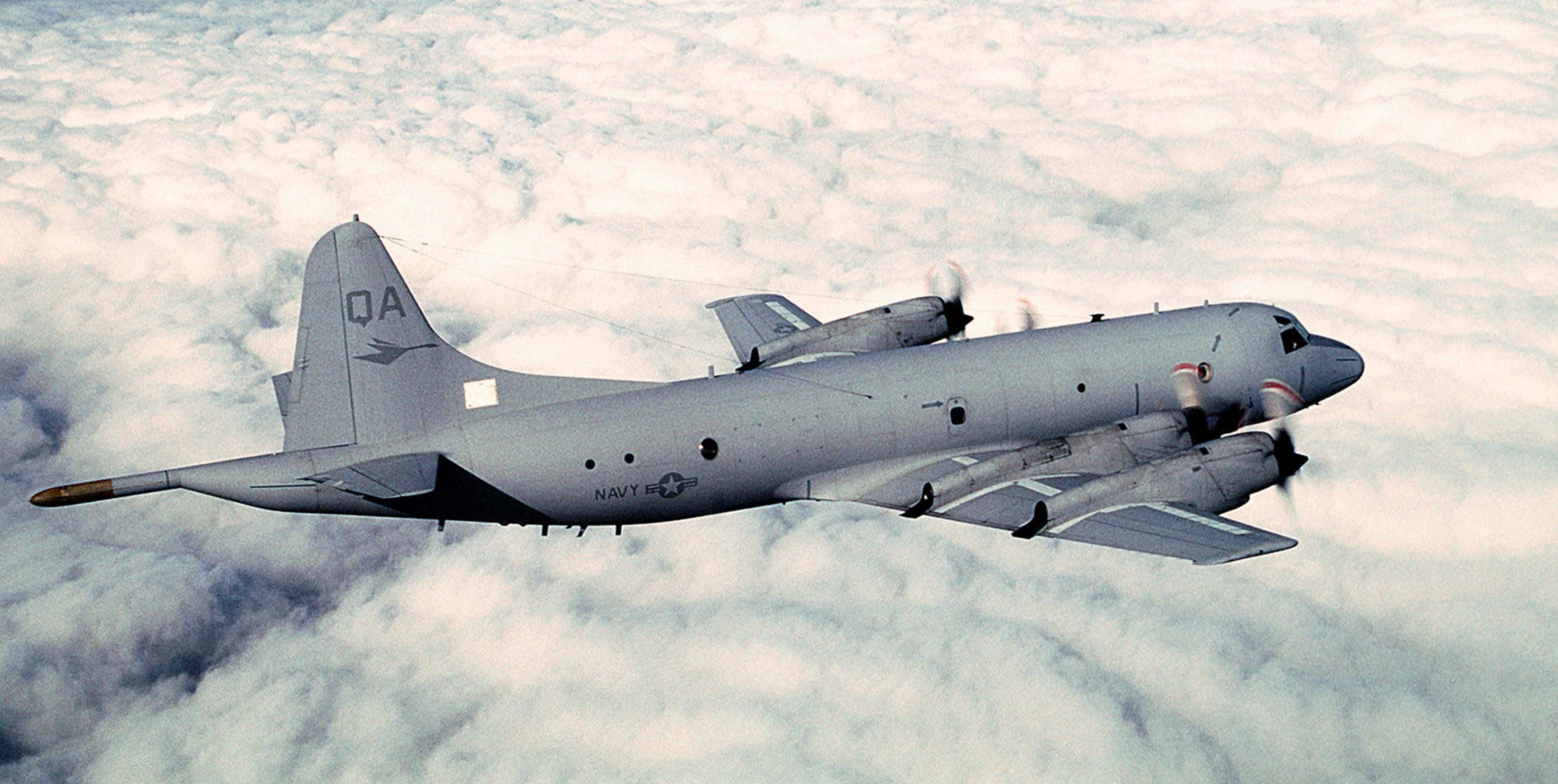
アメリカ海軍のP-3哨戒機

海軍（かいぐん、英: navy）は、主に海上を担当領域とする軍事組織を言う。艦艇や航空機等を用い、各種の軍事作戦を行う。陸軍・空軍と並び、主要な軍種とされる。

## 概説
海軍は本質的に海洋を活動領域とする軍隊の一種であり、その意義は海洋がどのように社会と関係しているかに影響している。地球の表面はその約70%が海洋であり、沿岸地域の集落は古来より船舶を活用しながら生活を営んでいた。古代ギリシアの哲学者アリストテレスは海洋が国家にもたらす影響に言及している。彼は安全保障と貿易の面で海洋は国家に重要な便益をもたらすと述べており、例えば戦争において海外から派遣された援軍を収容するためにも、また国内の余剰生産物を輸出するためにも海洋という地理的環境は有用であると考えていた。さらにイギリスの哲学者であり、政治家でもあったフランシス・ベーコンも政治的な見地から海洋の重要性を論じており、海を支配することができれば、大陸を領有する国家と比べてより自由になり、戦争の規模や範囲を制御することができることを主張した。したがって、海洋とは国家や人間の生活にとって有益であり、しかも陸地とは全く異なる環境であると考えることができる。陸軍や空軍と異なる海軍に固有の性格とは、このような海洋の重要性や特殊性を踏まえて軍事作戦を遂行する能力を持つことであると特徴付けられる。
海洋において海軍が担う具体的な戦略的役割は海軍戦略の理論によって規定されている。アメリカの軍人アルフレッド・セイヤー・マハンは『海上権力史論』や『海軍戦略』において海洋戦略を理論化し、海軍の使命は制海権（海上優勢）の獲得にあると論じた。マハンの格言に『海を制する者が、世界を制する。』がある。これは、現代に至っても、各国海軍の存在意義を証明する骨幹となっているとはイギリスの軍人フィリップ・ハワード・コロムの『海戦論』によって初めて提唱された概念であり、海洋において航海を管制する権力である。これを保持することは味方の船舶の航行を保全し、同時に敵の航行する船舶を阻止もしくは破壊することとなる。軍事作戦の用語法では前者を海上護衛、後者を通商破壊と呼び、海軍の任務の一部としている。しかしマハンは海軍が制海権を確立するための方法として通商破壊だけでは不十分であると考えていたために敵の艦隊を撃滅する艦隊決戦が必要であると強調している。敵の艦隊を破壊することによって、敵の商船隊をも完全に撃滅することが可能となり、したがって敵に対する海上封鎖が実現できることとなる。一方でマハンとは異なる見地から『海洋戦略の諸原則』を著したイギリスの戦略研究者ジュリアン・コーベットは陸軍と海軍の相補的な関係を踏まえて艦隊決戦による制海権の確立を絶対視していない。海洋という地理的特性を考えれば制海権を完全に確立することは現実的に不可能であり、むしろ海上護衛と通商破壊こそが海軍の本質的な任務であると捉えていた。そして戦争全体における海軍の戦略的任務として海洋から大陸に対して適時適所に戦力投射能力を発揮することを主張した。これまでの議論から海軍とは海上交通路を排他的に確保するために制海権を掌握することが重要であることはわかるが、そのために海軍がどのようにあるべきかは議論が分かれる問題である。
海軍という軍事組織の具体的な構成要素とは船舶である。英語で海軍を表すnavyの語源はラテン語の"navis"であり、これは軍艦、貨物船、漁船などあらゆる船舶の集合体を意味していた。工学的には船舶は液体から浮力と復元性を得ながら機関の推進力で航行する構造物であり、その内実は船舶工学の技術革新や使用目的の複雑化に伴って歴史的に変化してきた。そのため現代の海軍では航空打撃力を持つ航空母艦、潜水作戦能力を持つ潜水艦、水上艦艇である戦艦や巡洋艦、駆逐艦などの艦艇を擁しており、地域や時代によっては海兵隊などの陸上戦力、対潜戦闘能力を持つ航空戦力、核兵器などを運用する場合もある。海軍は航空打撃戦、対水上戦闘、対潜戦闘、機雷戦、電子戦、水陸両用作戦、海上護衛戦、通商破壊、洋上補給などさまざまな海上作戦を遂行するために、諸々の作戦能力の均整がとれた艦隊を編制することが求められる。しかしながら、このような一般原則に反して海軍は地域や時代に応じてさまざまな形態に変容してきた。マハンは艦隊決戦の重要性を認識していたために大型艦を中心とする艦隊を主張し、アメリカ海軍の艦隊は積極的に海外に派遣する外洋海軍としての能力が期待された。しかし水雷艇や潜水艦が登場した頃、フランス海軍では青年学派によって当時優勢な海軍力を誇っていたイギリス海軍に対抗するために外洋に機動力がある巡洋艦を、沿岸には潜水艇や水雷艇を導入する守勢的な海軍の構想が提唱され、ドイツの軍人ティルピッツもイギリス海軍と直接対決しない抑止力としての危険艦隊の構想を主張した。このような沿岸海軍の構想はロシア海軍でも青年学派の影響で受け入れていたが、ロシア革命後には陸主海従の方針を採り、キューバ危機が起こるまでは外洋に展開する能力を期待されなかった。このように海軍の在り方はその海軍を取り巻く戦略環境によって可変的なものであり、また軍事技術や戦略思想の変化にも影響を受けるものだと考えられる。

## 海軍史
大量の物資を輸送するには、海上や河川を船舶で航行するのが効率が良い。人類が大きな国家を作るようになると船舶による輸送が不可欠となった。この航行の安全を守るために海軍が創設された。海軍力とは自国の海上通商路の維持能力にほぼ等しい。歴史上では海軍力の盛衰が国家の盛衰と一致している事が多い。（日本の海軍史については日本の海軍史参照）
海軍の役割は海軍を取り巻く政治情勢や技術躍進などによって大きく変化してきた。初期の海軍は陸軍部隊の輸送や沿岸警備という補助的な役割であり、常に編制されていたわけではなかった。しかし16世紀に初めて戦闘を目的とした船舶が設計されるようになり、次いで蒸気機関を用いた船舶技術の発達が進むと、独自的な役割を担う戦力として海軍が常備化されるようになる。航空機が発明される以前のものであったが、現代においてもその基本思想は現代海軍に残っている。第一次世界大戦では潜水艦の通商破壊や海上封鎖の効果が高く評価され、また第二次世界大戦でも大西洋と太平洋の海上交通を巡って従来の軍艦と併せて航空母艦の航空打撃戦が行われた。冷戦期には核弾頭を搭載した核ミサイルと原子力潜水艦という新しい海上戦力が核抑止の役割を担っていた。

### 古代

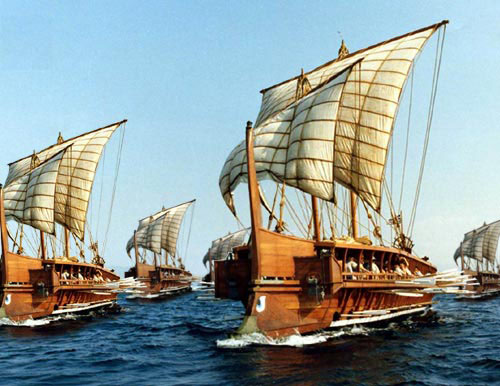
古代ギリシアのガレー船

紀元前21世紀頃に古代エジプトがナイル川に浮かべた軍船が、海軍のもっとも古い例のひとつと考えられている。
地中海世界では、紀元前15世紀頃からメソポタミアとエジプトで生まれた文明が東地中海地域に波及し、地中海沿岸の各地に生まれた諸都市・諸国家は海軍を編成して海上交通の覇を競い合った。海の覇権争いで最初に有力となったのはフェニキアの諸都市で、次いで紀元前300年頃まで古代ギリシアが有力となった。ヘレニズム期以降、約100年間、北アフリカのカルタゴが優位に立ち、紀元前2世紀にカルタゴを滅ぼした古代ローマの覇権は紀元300年頃まで続いた。ローマの覇権による地中海世界の平和はパックス・ロマーナと呼ばれる。帝国の行政上の中心である属州首都は多く海港ないしその付近に置かれた。
古代地中海世界の海戦では、艦首の衝角を敵艦に当てて破壊する戦法や、船を敵に寄せてはしごを使って戦士を敵艦に乗り込ませる戦法などが取られた。艦船も人力で漕ぐトリエーレ（90t、120人乗り）から、やはり人力ではあるが更に大きいガレー船（300t、200人乗り）へと大型化していった。アテナイなどの都市国家では、海軍が運用する三段櫂船の提供は富裕な市民の負担とされ、自力で歩兵の兵装を揃えることができない貧困層が船の漕ぎ手となった。海軍力によるペルシア戦争の勝利は、これら貧困層の政治的発言力を増すことにつながった。

### 中近世

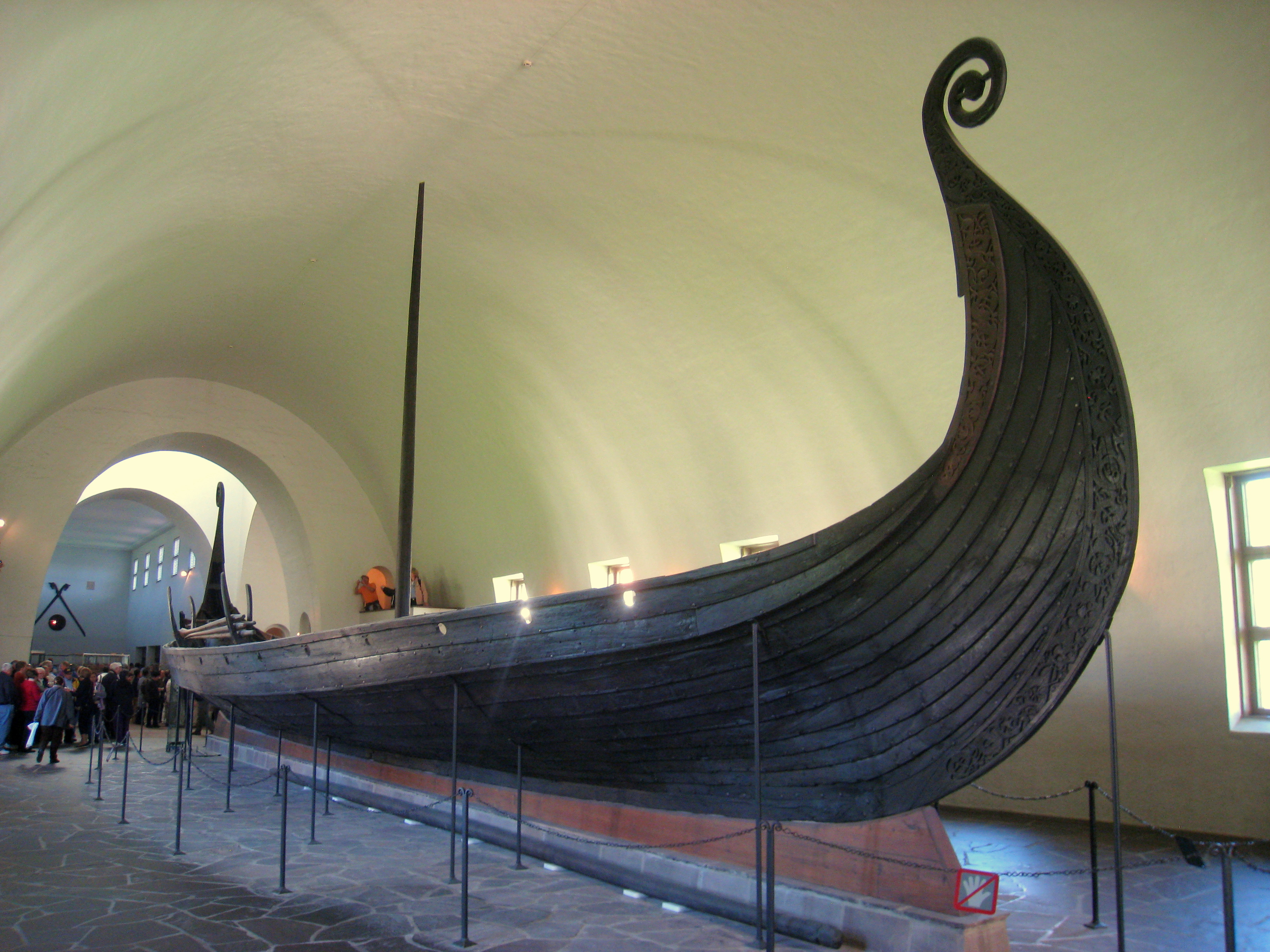
ヴァイキングが用いたロングシップ

6世紀頃から東地中海では、古代ギリシャ・ローマ以来の造船技術を受け継いだ東ローマ帝国（ビザンティン帝国）が、火炎放射器ギリシャの火を持つ戦艦デュロモイを擁して海上の覇権を握った。しかし、やがて7世紀にエジプト・シリアを征服して東地中海世界に参入したムスリム（イスラム教徒）の力が増し、シチリア島やマルタ島、イベリア半島にまでムスリムの支配が及ぶようになる。このイスラームによる覇権は、パクス・イスラミカと呼ぶ。キリスト教化された西ヨーロッパはムスリムとの通商を行わなかったため、古代以来の地中海全体を覆う海上通商路は分断された。
一方ヨーロッパの大西洋側では、北からヴァイキングと呼ばれるノルマン人たちの襲撃が及ぶようになっていたが、西ヨーロッパ各国はこれに対抗する海軍を発達させず、ほとんど押さえ込まれたままであった。ノルマン人の勢力は、大西洋のみならず、地中海のシチリア島にも及んだ。
ヨーロッパの地中海側では11世紀頃からイタリア半島の諸都市が力をつけ、ジェノヴァやヴェネツィアの海軍が活躍した。東地中海の覇権は東ローマ帝国からジェノヴァ・ヴェネツィアに移り、各国はその力を無視できなくなる。
この頃の軍船はガレー船のほかに帆船も使われるようになり、火薬を使った鉄砲や大砲が装備されるようになった。しかし遠距離攻撃を行う武器が出現しても、接舷して相手の船に乗り移っての白兵戦は、依然として重要な攻撃手段であり続けた。
15世紀頃からビザンティン帝国を滅ぼしてエーゲ海・マルマラ海沿岸のギリシャ人・トルコ人海上勢力を支配下に入れたオスマン帝国が海軍力で優位に立ち、16世紀には北アフリカのバーバリ海賊もこれに加わって西地中海まで制した。16世紀後半までは、実質的にオスマンの世紀だったと言える。
一方、大西洋側では16世紀にスペインやポルトガルの海軍が優位に立ち、地中海の覇権を巡ってオスマン帝国と争う一方、大西洋やインド洋まで展開するようになった。しかし同世紀の末にはスペインの無敵艦隊（アルマダ）がイギリスに敗れ、スペインの国力も急速に低下していった。17世紀には、イベリアの両国にかわって新興のオランダ、イングランドの海軍が有力となっていく。
バルト海においては、中世以来、都市同盟のハンザ同盟が優位に立っていた。これに対して、北欧では、ヴァイキングを継承するデンマークが国家として海軍を形成し、大航海時代に参画し、インドにまで達している。ハンザ同盟とデンマークは16世紀まで対立し、ハンザ同盟が弱体化した後は、スウェーデンがデンマークとバルト海の制海権を争った。これに対して、この当時大国だったロシア（モスクワ大公国）は海軍が存在しなかった。17世紀に入るとスウェーデンが海軍を強化し、デンマークを撃破してバルト帝国を建国する。一方17世紀後半には、バルト海の制海権に再び動揺が見られた。デンマークは依然海軍力を擁し、また新興のプロイセンもバルト海の覇権争いに参戦する。そして、海軍後進国だったロシアが1696年に海軍を創設。18世紀初頭の大北方戦争において、バルト海の制海権を奪い、北欧の両国に代わって北方の覇権を確立した（ロシア帝国）。

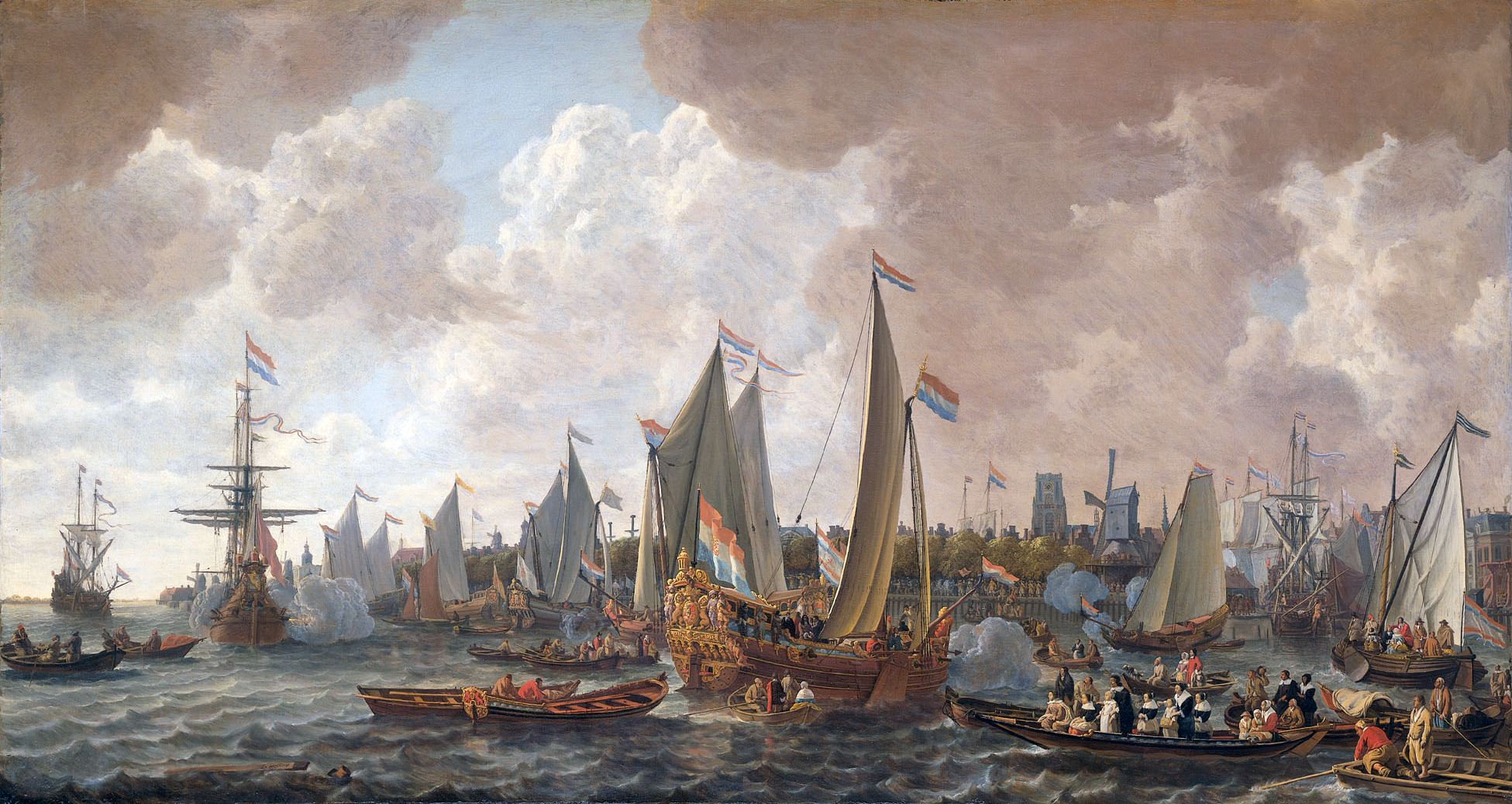
17世紀のイギリス海軍

西洋各国は、国による海軍のほかに、私掠免許状を出して、敵国船の攻撃ならびに拿捕を許し、海軍力の不足を補った。これがとくに効果的に行われたのはイングランドで、フランシス・ドレークなど多数の有名な私掠船船長を出した。またイングランドは操船規則などを充実し、それまでばらばらに行動しがちだった艦船が、隊列を組み信号旗の合図によって組織的に機動する近代海軍の整備で他国に先んじた。
18世紀に入るとフランスが海軍を増強しイギリスに挑戦したが、トラファルガーの海戦でイギリスが大勝し、イギリス海軍の覇権が確立した（イギリス帝国）。この頃の主力艦は戦列艦と呼ばれ木造3本マスト約2000tで約100門の大砲を有していた。しかしこのような大型艦の建造は、国家財政の負担となった。イギリスにおける清教徒革命は、大きな反対があった建艦税の導入を求めた国王が、イングランド議会を召集したことに端をなした。
日本では七世紀の大和朝廷と新羅・唐連合軍との白村江の戦いがあり海軍の歴史は長いが組織的な海軍（海賊衆:水軍）の活躍が見られるのは平安時代からであり、古代海賊衆の代表として、伊予国、日振島の藤原純友があげられる。平安時代の後期からこのような沿海の武士が武装化・集団化して縄張りの海域を通航する船に対して有償の海上警備や略奪を働くようになり、海賊衆と呼ばれる集団に発展した。海賊衆は室町時代から戦国時代には大名の水軍に編成され、海上の覇権を競った。比較的大規模な海賊衆に伊予の村上氏と河野氏があり、一時的に日本最大規模の水軍でもあった。織田信長に仕えた九鬼嘉隆は志摩国一国を与えられて織田氏の熊野水軍を編成し、「日本丸」を始めとする鉄張りの軍船によって紀州の一向一揆や石山本願寺などの攻略に貢献した。しかし、これらは朝鮮出兵において莫大な人的損耗をきたし、江戸時代には幕府の1635年の武家諸法度で法文化された大船建造の禁と鎖国政策により衰えた。

### 近代

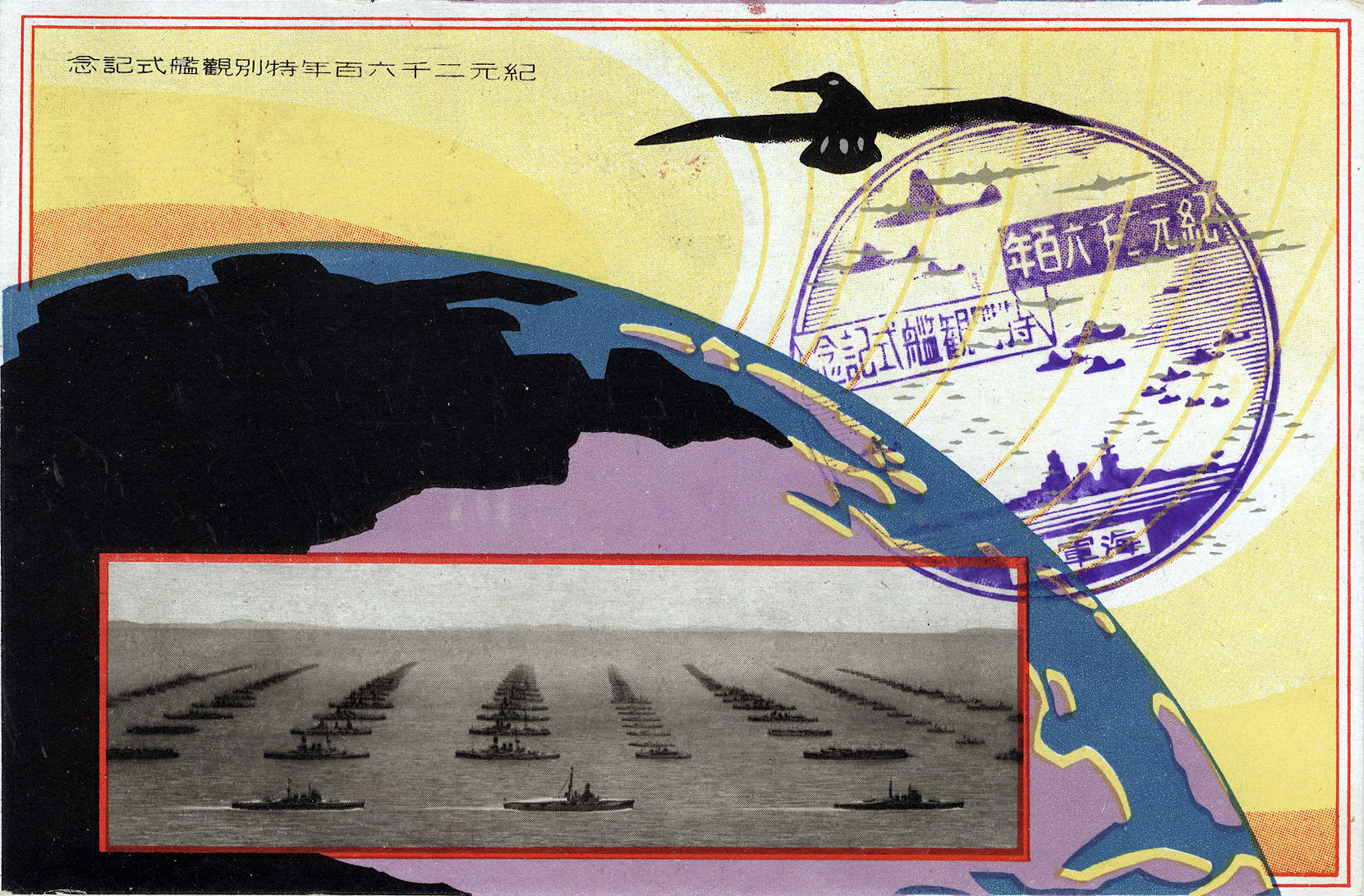
大日本帝国海軍の艦隊

19世紀にはそれまで木造のみであった艦船の材質に鉄や鋼が使用されるようになった。主な兵装は大砲の他に、艦首水面下に大きな衝角を装備した船が作られた。この衝角は、オーストリアとイタリアが戦ったリッサ海戦を最後に使われなくなり、20世紀に入ると廃止された。また鋼で装甲された艦が作られるようになり、南北戦争では装甲艦同士の砲撃戦も生起した。19世紀の終わりに魚雷が実用化され、日清戦争でその威力が確かめられた。
19世紀末から20世紀にかけて、戦艦・巡洋艦・駆逐艦・魚雷艇・潜水艦等の艦種が確立した。イギリス・フランス・ロシア・ドイツ・アメリカは戦艦多数を持つ大艦隊を装備したが、その他の国もその国力と地理条件に見合った艦隊を整備した。
日露戦争では戦艦同士の大規模な戦闘が行われ、その戦訓を元に弩級戦艦が作られた。またロシア海軍はこの戦争で大敗し、海軍拡張競争から脱落してゆく。
第一次世界大戦では、大艦隊を有するイギリス・フランス・アメリカとドイツが戦った。第一次世界大戦における海軍の主な戦いは、ドイツの潜水艦による通商破壊とそれに対する対潜作戦であった。水上艦艇による大規模な艦隊決戦は回数は少ないが、南米と北海で何度か行われた。また航空機が戦闘に使用され、航空母艦が整備されるようになった。
第一次世界大戦中もイギリスは大規模な建艦を続け、大戦終了時には他の国とは比較にならない大規模な艦隊を有していた。大戦で敗れたドイツは海軍を大幅に縮小され、フランスも国力が疲弊し新規建造は減少した。第一次世界大戦後はイギリスが艦隊を縮小し、大戦の影響の少なかったアメリカと日本が大建艦計画を始めたため、この3カ国が大海軍国となった。日米の大建艦計画は経済的負担が大き過ぎ、1920年代に建艦競争を一旦中止するワシントン軍縮会議とロンドン軍縮会議が行われ、1930年代末まで主力艦の建造は中止された。この期間をネイバル・ホリデー（海軍休日）と呼ぶ。
ネイバル・ホリデー後、各国は主力艦の建造を再開し、すぐに第二次世界大戦が始まった。この戦争で戦艦は主力艦の座を航空母艦に譲った。また大西洋では再度潜水艦と対潜部隊の大規模な戦闘が行われた。太平洋では、空母機動部隊同士の戦闘が行われた。

### 現代

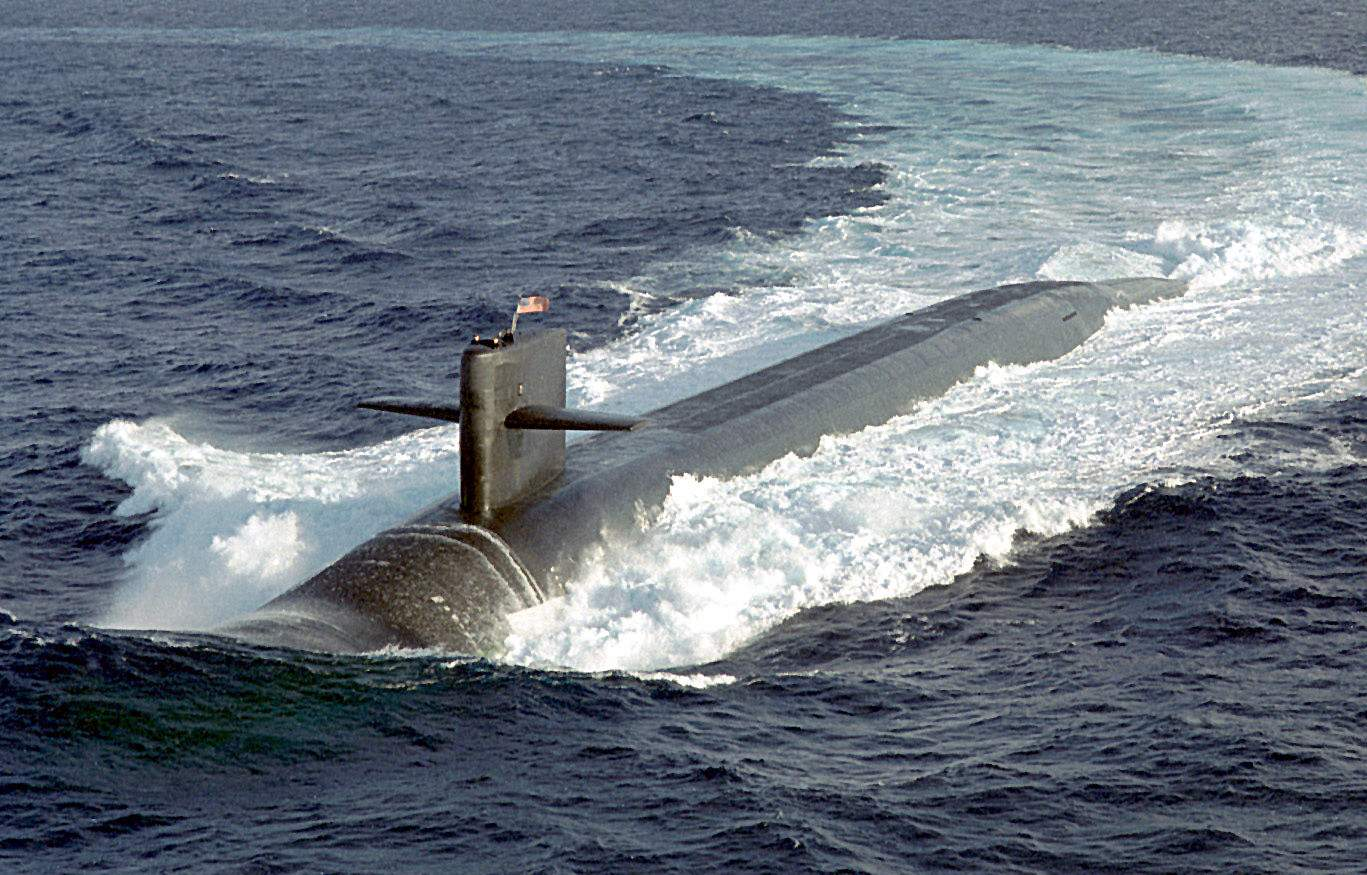
アメリカ海軍のオハイオ級原子力潜水艦

第二次世界大戦終了時、アメリカが多数の大型航空母艦を基幹とする圧倒的な海軍力を有し、それが現在まで継続している。現在は慣例に従えばパクス・アメリカーナとなる。ソビエト連邦は一時期アメリカの海軍力に挑戦したが、ソビエト連邦の崩壊とともに海軍力も低下した。また、イギリス海軍も戦後の有力な海軍として残りフォークランド紛争等で活躍したが、2000年代に入ると経済低迷による予算縮小で大きく弱体化した。海軍に準じる戦力として日本の海上自衛隊も世界で有数の実力を持つとされている。
第二次世界大戦後に、原子爆弾と長距離ミサイルが実用化され、これを一つにまとめた弾道核ミサイルを多数搭載した原子力潜水艦が登場した。またこの潜水艦を破壊する目的の攻撃型潜水艦も多数建造されている。しかし現在の世界状況では核兵器は実際には使えない兵器であり、1990年代にアメリカの航空母艦から撤去されている。
比較的大規模な外洋型海軍を有する国は、敵潜水艦からの通商破壊に対する海上護衛の必要を訴え続けることで艦艇部隊、航空部隊の存在を維持している。こういった組織形態の海軍は対潜海軍とも呼ばれ、海上自衛隊は対潜海軍の典型といえる。

## 機能
海軍の基本的な機能は大きく外交機能、軍事機能、警備機能の3つに分類されると考えられている。

### 外交・広報機能
平時の海軍にとって第一義の任務は、外交、広報活動である。海軍の行なう外交、広報は共に情報戦、心理戦の一角を成すものである。
海軍の外交的な機能に強制外交（砲艦外交）の支援がある。外国との交渉において、強力な軍艦を派遣しその武力を後ろ楯として交渉を有利に進めることは砲艦外交と呼ばれ、幕末アメリカのペリー提督が軍艦を江戸湾に進入させて日本を開国させ外交関係を結んだ事件は、砲艦外交の成功例として有名である。また砲艦外交のような強制力を活用したものばかりではなく、「Show the Flag」など外交政策の実行にも運用することができる。
また外国に対する政治的な親善活動という機能もある。同盟国や友好国を訪問し、現地での親睦交流を行うことも海軍の重要な任務の一つである。また海軍軍人も一種の外交官として行動に配慮を要求され、その伝統を誇りにしている。また外国のみならず自国民に対しても、観艦式・体験航海の実施や博物館・資料館の運営などで、海軍への親近感と国防意識の涵養に努めている。

### 軍事機能
海軍に限らず、軍の機能の根幹は、戦争抑止力にあるといえる。海軍力が持つ抑止力には核戦力による核抑止、在来戦力による抑止がある。またこの他にも公海上での自国および同盟国・友好国の船舶の保護、通商路の安全確保という機能を持つ。
海軍力の使用手段として全面戦争における通商破壊作戦、上陸作戦、艦隊決戦、攻勢的機雷戦などがある。
局地戦闘においては海上護衛作戦、海上封鎖、個艦戦闘、守勢的機雷戦、特殊部隊の浸透戦術などがある。
戦時下では海上での軍事活動のみならず、海上・海中から届く範囲の陸上の目標物を破壊する。過去一般的であった「領海3海里」は18世紀頃の艦載砲の弾が届く距離として採用されたと言われている（現在は大半の国が12海里を採用している）。第二次世界大戦では航空母艦を発進した航空機が敵の本土を空襲した。第二次世界大戦後には戦略核ミサイルを搭載した原子力潜水艦が実用化し、巡航ミサイルにいたっては潜水艦だけではなく巡洋艦や駆逐艦にも搭載され、海軍の攻撃力範囲は大陸の奥を含む全世界に広がった。
例えば現代のアメリカ合衆国は世界の多くの国と同盟関係にあり、ほとんどの国と友好関係を結んでいる。また米国人と米国企業は世界のあらゆるところに進出して活動している。そこで米海軍は全世界を活動領域とし、本国以外にも横須賀等に多くの基地を設置し、その艦船を全世界的に運用している。また紛争が予想される地域に空母や艦船を進出させ紛争抑止力とするとともに、万が一の際には敵に有効な打撃を与えると同時にその地域の自国民の保護を行う。

### 警備救難機能
海軍の警備の機能は国家主権の行使として、自国の領海などの警備に表される海上の治安維持である。具体的な活動としては密輸の防止や海洋法規の施行、沿岸における海難事故などの救難活動などを行う。このような機能に特化した海上戦力は海軍とは異なる準軍事組織として沿岸警備隊とされる場合もあるが、アメリカの沿岸警備隊が海事法規の執行を重視し、イギリスのHM沿岸警備隊が海上救難を重視しているように沿岸警備の任務も多様である。また税関への協力関係として、脱税の強行摘発に参加する場合もある。

## 組織構造
海軍の組織は時代や国、戦略によって千差万別であるが、現代の西欧諸国の海軍を例に説明する。

### 軍令・軍政
海軍は国防組織の一部局であり、この組織の最高指揮権は国権と同様に大統領や首相、また一部では国防相などが保有している。この部隊の軍事作戦を指揮統制する命令は軍令であり、最高指揮官の軍令が通達されることによって作戦部隊が行動することとなる。軍令の対照として軍事についての行政的分野を軍政というが、軍政部門としては海軍部隊には国防省や海軍省が設置されている。このような軍政機関が予算編成や基地管理などの行政的な業務を行っている。

### 艦隊編制
海軍の編制は国によって大きく異なるが、基本的には軍政上の単位と戦術上の単位として艦隊がある。艦隊とは単独の指揮官の下で特定の海域を航行する海軍部隊であるとされている。例えばアメリカ海軍の艦隊は軍政上では大西洋と太平洋に配備された二大艦隊から成り、その両方には航空母艦部隊、巡洋艦部隊、駆逐艦部隊、潜水艦部隊、水陸両用部隊、補給部隊などの部隊があり、これらは種類に応じてそれぞれに指揮官が存在している。
また地域間の柔軟な運用が出来るように工夫されており、現在は第2艦隊（大西洋）、第3艦隊（東太平洋）、第5艦隊（中東）、第6艦隊（地中海）、第7艦隊（西太平洋とインド洋）の5つの艦隊が存在しているが、艦艇は担当海域を移動する事によって所属する艦隊が変更になる仕組みを取っている。例えば中東で有事があった場合に第5艦隊が第6艦隊や第7艦隊から増援を受けた場合には、これらの艦艇は第5艦隊所属に切り替わり、指揮系統が一本化される。5つの艦隊司令部は固定されているが、実働部隊は常に流動的であり、必要なところへ必要な兵力が配置できるように合理化されている。
艦隊は戦術的には軍政上の指揮官とも少なからず合致しているが、これは艦艇を艦隊全体としての運用上の基準に適応させるためである。まず3隻から6隻程度の艦艇で一個の小隊を編成し、さらに駆逐艦や潜水艦の二個小隊によって1個駆逐隊や潜水隊、そして3個駆逐隊や潜水隊で水雷戦隊を編成する。そして指揮官は階級によって職責が異なり、例えば少将は航空母艦や巡洋艦の戦隊などを指揮する立場である。

### 空母打撃部隊
空母打撃部隊とは航空母艦の持つ航空打撃力に主眼を置いた部隊であり、艦隊を構成する。

### 護衛部隊
また艦隊の構成部隊として巡洋艦、駆逐艦、フリゲートなどから成る護衛部隊があり、哨戒の任務をも担う。

### 掃海部隊
機雷を排除する任務を担う。

### 潜水部隊
水中を行動する事で、探知機器の発達した現在においても存在自体の秘匿性が高い。
第二次世界大戦あたりまでは、哨戒・通商路の破壊または妨害を主任務にする事が多かった。第二次世界大戦後には弾道ミサイルや巡航ミサイルの発射母機としても使用され、陸上への攻撃能力が加わった。一部の潜水艦には特殊部隊の搭載スペースがもうけられ、隠密裏に陸上戦力の投射と回収をする事が可能となっている。

### 輸送部隊
海上輸送を担う。

### 水陸両用部隊
水陸両用部隊は海軍に付随して海上要務と着上陸作戦を任務とした部隊である。水陸両用部隊については、古代ギリシアの歴史学者ヘロドトスとツキジデスはギリシア艦隊の「重装備の兵士たち」に言及しており、またローマ海軍でも艦隊兵団についての記述が見られるように、古来より存在している。
中世までのヨーロッパの海軍は、海上を移動して敵地に上陸する将兵を運ぶための海上輸送船団であり、この時代の海戦とは兵士を乗せた船同士が遭遇した際に、兵士が敵艦に乗り込んで白兵戦を行なう接舷戦闘であった。やがて艦船同士が搭載した火砲による砲撃戦を行なうようになると、接舷戦闘や上陸戦闘を専門に行なうための歩兵部隊、或は陸軍部隊を海軍が組織し、艦船に乗り込ませるようになった。イギリスでは1664年、オランダはその翌年にその専門部隊を設立している。現代では海兵隊が水陸両用戦を専門に行う部隊として存在し、その代表にアメリカ海兵隊がある。
近代的な水陸両用作戦の祖は日本軍とされ、太平洋戦争において、真珠湾攻撃に続いて太平洋の島々を攻略した時に編み出した戦法とされる。

### 海軍基地
海軍基地とは軍艦を建造・整備し、弾薬燃料などの補給、兵員の休養を行うために陸上に設置される軍事施設である。軍港とも言う。さらに海軍基地には艦隊の泊地でもあり、海軍基地は停泊する艦隊を保全し、敵による攻撃に対する十分な防備が必要である。ただしこれらの施設は大規模にならざるをえないために、隠蔽は極めて困難であり、戦略爆撃や核攻撃などには脆弱である。しかし海軍力及び海軍航空戦力の有効な運用のためにも前進基地ともなる海軍基地は重要である。

### 補助機関
技術研究所や海軍兵学校などの研究開発および教育機関も含まれる。

## 兵器

### 艦艇
海軍の主な装備は
- ガレー船
- フリゲート
- コルベット
- ケッチ
- 戦列艦
- 航空母艦（空母）
- 戦艦
- 巡洋艦
- 駆逐艦
- 輸送艦
- 揚陸艦
- 潜水艦
- 掃海艇

### 航空機
- 艦載機
- 艦上機
- 対潜哨戒機

## 戦略・戦術

### 海軍戦略
海軍戦略とは海軍力の運用に関する戦略である。

### 海戦術
海戦術とは海軍の戦術である。

## 内陸国における海軍

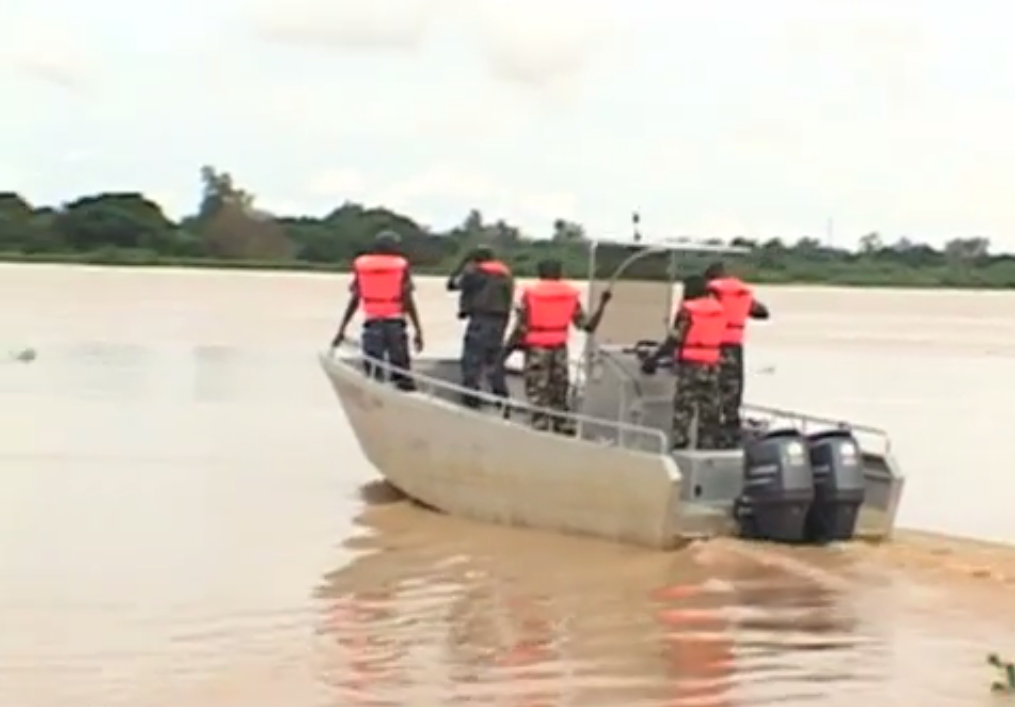
ニジェール川で訓練中のニジェール国家警備隊河川部隊（2013年）。隣国ナイジェリアのボコ・ハラムの反乱にともない、ニジェール川の治安維持を目的として設立された。

ブータン王国やボツワナのように、河川・湖沼・運河などが存在しない内陸国では当然海軍も存在しないが、領土内を運河や国際河川が通っていたり、複数カ国が隣接する湖沼が存在する場合には、沿岸国は警備や救難などの義務が存在する。このため領海が存在しなくても海軍、もしくは「河川海軍」と称される海軍に準じた部隊を組織していることがある。こうした組織では、砲艦など大型の艦艇を装備するケースもあるが、中型〜小型の哨戒艦艇が普通である。
河川海軍は組織として独立せず、海軍（ロシアのカスピ海小艦隊）や陸軍（オーストリア、スイス、ラオス、中央アフリカ、ルワンダなど）の管轄下や、軍ではなく国家憲兵隊（ブルンジ、ニジェール）や国境警備隊（ウズベキスタン）、国家警察（北マケドニア、旧ローデシア）に組み込まれている場合もある。オランダのように、内水（主に運河）での警備救難任務は、海軍ではなく陸軍が担当している国もある。
珍しい存在としてハンガリーの陸軍河川部隊は、ドナウ川とその周辺河川・湖水において第二次世界大戦期に敷設された機雷の掃討を目的としている。また河川掃海艇を配備しており、河川哨戒も可能である。またボリビア海軍はボリビアが海岸部の領土を失ってからも、河川哨戒を担当する組織として存続（陸軍の管轄下）している。
ルワンダ陸軍海兵部隊は機関砲で武装したパワーボート部隊から成り、同国のキブ湖の警備を担当している。2021年にモザンビークで発生したカボ・デルガド州での暴動にルワンダは軍を派兵。その際に同海兵部隊はパワーボートを用いて、モザンビークの沿岸警備及び臨検任務に従事した。

## 各国の海軍

### 北米
- アメリカ合衆国海軍
- アメリカ連合国海軍（解隊）
- カナダ海軍

### 南米
- ブラジル海軍
- アルゼンチン海軍
- チリ海軍
- ペルー海軍
- ベネズエラ海軍
- ボリビア海軍（1993年陸軍の指揮下に）
- パラグアイ海軍

### ヨーロッパ
- イギリス海軍（王立海軍）
- フランス海軍
- イタリア海軍
- ドイツ海軍
- スペイン海軍
- ポルトガル海軍
- オランダ海軍
- ギリシャ海軍
- デンマーク海軍
- ノルウェー海軍
- スウェーデン海軍
- ポーランド海軍
- クロアチア海軍
- ウクライナ海軍
- ロシア海軍

### アジア
- 幕府海軍（アジアの近代軍事史、初の海軍。戊辰戦争に伴い帝国海軍に統合吸収され廃止）
- 大日本帝国海軍（Imperial Japanese Navy）（敗戦および日本国憲法施行に伴い廃止）
- 海上自衛隊（Japan Maritime Self-Defense Force）（国内法上は軍隊ではないとされている）
- モンゴル海軍 (現在は民間組織化)
- 大韓民国海軍（Republic of Korea Navy）
- 中国人民解放軍海軍（People's Liberation Army Navy）
- 朝鮮人民軍海軍
- タイ王国海軍
- シンガポール海軍
- インドネシア海軍
- インド海軍
- パキスタン海軍
- イラン海軍
- イスラエル海軍
- サウジアラビア海軍
- トルコ海軍

### オセアニア
- オーストラリア海軍
- ニュージーランド海軍

### アフリカ
- アルジェリア国民海軍
- エジプト海軍
- ガーナ海軍
- ナイジェリア海軍
- 南アフリカ海軍
- モロッコ海軍